# 尼爾·基翁
尼爾·基翁（英語：Niall Keown；1995年4月5日—）是一位英格兰足球運動員。在場上的位置是後衛。他現在效力於英格蘭足球冠軍聯賽球隊雷丁足球俱樂部。